# خیدیرلی (سالیان)
خیدیرلی (به ترکی آذربایجانی: Xıdırlı) یک منطقه مسکونی در جمهوری آذربایجان است که در شهرستان سالیان واقع شده‌است. خیدیرلی ۲۹۷۷ نفر جمعیت دارد.

## دین
در مسجد جامع خیدیرلی یک هیئت مذهبی وجود دارد.